# European Film Promotion

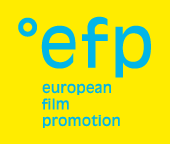
Das Logo der Organisation

European Film Promotion e. V. (EFP) ist ein paneuropäisches Netzwerk zur Förderung und Promotion europäischer Filme und Talente. Unter dem EFP-Label beteiligen sich die Mitglieder an ganz unterschiedlichen Initiativen, die den europäischen Film und seine Vielfalt weltweit bewerben und die europäische Filmindustrie auf den wichtigsten Filmfestivals und Filmmärkten weltweit international vernetzen.

## Aufgabenbereich und Aktivitäten
Zusammen mit seinen 38 Mitgliedern aus 37 Ländern entwickelt der Verein mit Sitz in Hamburg Programme und Initiativen, um den europäischen Film, seine Vielfalt und seine Filmschaffenden weltweit zu promoten und der europäischen Filmindustrie auf den wichtigsten Filmfestivals und Filmmärkten Sichtbarkeit zu verleihen und sie international zu vernetzen. Mitglieder des 1997 gegründeten Netzwerkes sind Filminstitute und Promotion-Agenturen aus Ländern der Europäischen Gemeinschaft sowie aus Ländern, die Mitglieder des Europarates sind oder sich geografisch innerhalb der vom Europarat definierten Außengrenzen befinden.
Zu den bekanntesten Aktivitäten des Netzwerkes zählen die EFP European Shooting Stars, ein Promotionsprogramm für zehn ausgewählte europäische Nachwuchsschauspieler, die jährlich im Rahmen der Berlinale der internationalen Presse und Filmindustrie vorgestellt werden sowie die Initiative Producers on the Move zur internationalen Vernetzung und Promotion von 20 ausgewählten, aufstrebenden europäischen Produzenten beim Filmfestival in Cannes.
Weitere Programme stellen Filme von Nachwuchsregisseuren in den Mittelpunkt (Future Frames, Internationales Filmfestival Karlovy Vary), konzentrieren sich auf die Regiearbeiten von Frauen (Europe! Voices of Women in Film, Sidney Film Festival) oder sind auf den Dokumentarfilm spezialisiert (The Changing Face of Europe!, Filmfestival Toronto). Mit den Europe! Umbrellas und dem Programm Film Sales Support bietet EFP weitere Initiativen an, um die Sichtbarkeit des europäischen Films weltweit zu stärken und europäischen Filmen und deren Verkäufern besseren Zugang zu Festivals und Filmmärkten außerhalb Europas zu ermöglichen.

## Geschichte
Vorläuferorganisation ist die 1988 unter anderem von Dieter Kosslick in Hamburg als Projekt des europäischen Förderprogramms MEDIA I mitgegründete europäische Verleihorganisation European Film Distribution Office (EFDO). Vor allem die Netzwerkidee wurde in dem 1997 von anfänglich zehn Mitgliedern gegründeten Verein European Film Promotion aufgegriffen und weiter entwickelt. Präsidentin des Netzwerkes ist Markéta Šantrochová (Czech Film Center), die Geschäftsführung hat 2017 Sonja Heinen von ihrer Vorgängerin und EFP-Mitbegründerin Renate Rose übernommen.

## Unterstützer
Der Verein wird unterstützt von Creative Europe mit seinem Programm MEDIA für Europas audiovisuelle Branche, vom BKM (Beauftragte der Bundesregierung für Kultur und Medien), der Filmförderung Hamburg Schleswig-Holstein und der Behörde für Kultur und Medien der Freien und Hansestadt Hamburg.

## Mitglieder
- Albanian National Center of Cinematographie (Albanien)
- Austrian Film Commission (Österreich)
- British Council (Großbritannien)
- Bulgarian National Film Centre (Bulgarien)
- Croatian Audiovisual Centre (Kroatien)
- Czech Film Center (Tschechien)
- Danish Film Institute (Dänemark)
- Estonian Film Institute (Estland)
- Eye International (Niederlande)
- Film Center Serbia (Serbien)
- Film Fund Luxembourg (Luxemburg)
- Finnish Film Foundation (Finnland)
- Flanders Image (niederländischsprachiges Belgien)
- Georgian National Film Center (Georgien)
- German Films (Deutschland)
- Greek Film Centre (Griechenland)
- Icelandic Film Centre (Island)
- Instituto de la Cinematografa y de las Artes Audiovisuales / ICAA (Spanien)
- Instituto do Cinema e do Audiovisual I.P. / ICA (Portugal)
- Instituto Luce Cinecittà (Italien)
- Irish Film Board (Irland)
- Kosova Cinematography Center (Kosovo)
- Lithuanian Film Centre (Litauen)
- Macedonian Film Agency (Nordmazedonien)
- Magyar Filmunió / International Division of the Hungarian National Film Fund (Ungarn)
- Ministry of Culture of Montenegro (Montenegro)
- National Film Centre of Latvia (Lettland)
- Norwegian Film Institute (Norwegen)
- Polish Film Institute (Polen)
- Romanian Film Promotion (Rumänien)
- Slovak Film Institute (Slowakei)
- Slovenian Film Fund (Slowenien)
- Swedish Film Institute (Schweden)
- Swiss Films (Schweiz)
- UniFrance (Frankreich)
- Wallonie Bruxelles Images (französischsprachiges Belgien)

## Weblink
- Internetauftritt in englischer Sprache